# Georg Gustav von Freymann
Georg Gustav von Freymann a.d.H. Nursie (* 1789 in Orenburg, Russland; † unbekannt in Orenburg) war ein baltischer Adliger und Generalmajor in der Kaiserlichen-russischen Armee. 

## Leben
Sein Vater hatte, nach dem Tode seiner ersten Ehefrau, sein Gut Igast (bei Tõlliste) verkauft und war mit seinen Kindern nach Alt-Nursie, dem Familienbesitz, gezogen. Georg Gustav wuchs dort mit seinen Brüdern und einigen Vettern auf und genoss mit diesen die Schulbildung durch den Hauslehrer Christian Friedrich Gnüchtel. Schon in frühen Jahren übten sich die Jugendlichen im Reiten, Fechten und kleineren vormilitärischen Übungen. Wie auch schon seine Brüder Hermann Jakob (1791–1865), Rudolph Friedrich (1786–1850) und Karl Otto (1788–1858) begann er seine militärische Laufbahn im II. Sankt Petersburger Kadettenkorps. Er setzte seinen Dienst in der Artillerie fort; über den weiteren Werdegang liegen keine weiteren biographischen Daten vor. Er starb unvermählt in Orenburg als Generalmajor.

## Herkunft und Familie
Georg Gustav stammte aus dem baltischen Adelsgeschlecht von Freymann a.d.H. Nursie und war der Sohn des Otto Reinhold von Freymann (1760–1850) und seiner Gattin aus erster Ehe Juliane Jacobine von  Stackelberg *(1789).